# 마쓰다이라 다다쿠니 (아즈치모모야마 시대)
마쓰다이라 다다쿠니(일본어: 松平忠国, 1597년 9월 28일 ~ 1659년 4월 11일)는 에도 시대 전기의 다이묘이다. 단바 사사야마 번 제2대 번주, 하리마 아카시번 초대 번주를 지냈다. 후지이 마쓰다이라가(藤井松平家嫡流) 제4대 당주.
사사야마 선대 번주 마쓰다이라 노부요시의 장남으로 태어났다.
도쿠가와 이에야스와는 8촌지간이 된다.
| 전임 마쓰다이라 노부요시 | 제4대 후지이 마쓰다이라가 당주 1620년 ~ 1659년 | 후임 마쓰다이라 노부유키 |

| 전임 마쓰다이라 노부요시 | 제2대 사사야마 번 번주 (후지이 마쓰다이라가) 1620년 ~ 1649년 | 후임 마쓰다이라 야스노부 |

| 전임 오쿠보 다다모토 | 제1대 아카시번 번주 (후지이 마쓰다이라가) 1649년 ~ 1659년 | 후임 마쓰다이라 노부유키 |